# الدوري القطري 1979–80
إحصائيات دوري نجوم قطر في موسم 1979-80.

## نظرة عامة
فاز السد بالبطولة.